# Поліщук Ганна Микитівна
Ганна Микитівна Поліщук (1911, село Ставрів, тепер Млинівського району Рівненської області — ?) — українська радянська діячка, голова промислової артілі «Комуніст» міста Дубно Ровенської області. Депутат Верховної Ради УРСР 2-го скликання.

## Життєпис
Народилася в бідній селянській родині Микити Поліщука. Трудову діяльність розпочала у чотирнадцятирічному віці, наймитувала у заможних селян.
У 1932 році була засуджена польською владою до 10 років ув'язнення за революційні виступи. У 1932—1939 роках — у польській в'язниці. Звільнена із в'язниці після захоплення Західної України радянськими військами у вересні 1939 року.
У 1939—1941 роках — голова Дубнівського районного товариства Червоного Хреста Ровенської області.
Під час німецько-радянської війни була евакуйована до міста Куйбишева (РРФСР), де працювала робітницею (тістомісом) хлібопекарні.
З 1946 року — голова промислової артілі «Комуніст» міста Дубно Ровенської області.